# Cæciliaforeningen
Cæciliaforeningen är en norsk blandad oratoriekör i Oslo. Kören grundades 1879 av Thorvald Lammers efter ett förslag av Edvard Grieg. Körens repertoar omfattar huvudsakligen kyrkomusik med orkester och den räknas som Norges äldsta oratoriekör. 
Cæciliaforeningen fick sitt nuvarande namn 1902 då den blev uppkallad efter Sankta Cecilia i Rom, kyrkomusikens skyddshelgon. Cæciliaforeningen har uppfört många viktiga körsymfoniska verk som den första kören i Norge. Ett av dessa var 1883, då Juloratoriet av Johann Sebastian Bach framfördes. 1949 var Cæciliaforeningen den första kören i Norge som uppförde Oskar Lindbergs Requiem (op 21, 1920-22), och man uruppförde i Norge även Hilding Rosenbergs Johannes uppenbarelse 1955. Senast år 2004 uruppförde kören Knut Nystedts verk Reach Out For Peace. Det blev kompositörens sista stora verk som han även tillägnade Cæciliaforeningen.

## Körens chefsdirigenter
- 1879–1910: Thorvald Lammers
- 1911–1920: Karl Nissen
- 1920–1928: Leif Halvorsen
- 1928–1957: Arild Sandvold
- 1957–1977: Øivin Fjeldstad
- 1977–2008: Arnulv Hegstad
- 2008: Steffen Kammler

Gästdirigenter för kören har varit bland andra Johan Svendsen, Edvard Grieg, Johan Halvorsen, Iver Holter, Christian Sinding og Karl Straube.

## Diskografi
- David Monrad Johansen: Valans spådom (The Prophecy of the Seeress) Op.15 for Soloists, Choir and Orchestra. Medverkande: Marianne Hirsti, sopran, Tone Kruse, alt, Carsten Harboe Stabell, bas, Akademisk Korforening och Cæciliaforeningen under ledning av dirigent Arnulv Hegstad
- 1998: Syv Sanger Op.6: Edith Thallaug, sopran; Robert Levin, piano. Norsk Kulturråd CDN 31004
- 2012: Friedrich August Reissiger: Requiem i Anledning af Kung Karl Johans död, Jar kyrka, Bærum. Åshild Skiri Refsdal, sopran, Signe Sannem Lund, mezzosopran, Henrik Engelsviken, tenor, Trond Gudevold, bas. Oslofjord Kammerfilharmoni, med Stig Nilsson som konsertmästare. Dirigent: Steffen Kammler. Åsgeir Grong Musikkproduksjon.